# Dimitrios Manganás
Dimitrios Manganás –en griego, Δημήτριος Μαγγανάς– (Atenas, 24 de febrero de 1978) es un deportista griego que compitió en natación, especialista en el estilo libre.
Ganó una medalla de bronce en el Campeonato Europeo de Natación de 2006, en la prueba de 4 × 200 m libre. Participó en tres Juegos Olímpicos de Verano, entre los años 1996 y 2004, ocupando el octavo lugar en Atenas 2004, en la misma prueba.

## Palmarés internacional
| Campeonato Europeo | Campeonato Europeo | Campeonato Europeo | Campeonato Europeo |
| Año                | Lugar              | Medalla            | Prueba             |
| ------------------ | ------------------ | ------------------ | ------------------ |
| 2006               | Budapest (Hungría) | Medalla de bronce  | 4 × 200 m libre    |